# The Very Best of Brand Nubian
Albums de Brand Nubian
Foundation
(1998) Fire in the Hole
(2004)
The Very Best of Brand Nubian est une compilation de Brand Nubian, sortie le 18 septembre 2001.
La pochette du disque est une référence à celle du premier album du groupe.

## Liste des titres
| No  | Titre                                                                             | Album original           | Durée |
| --- | --------------------------------------------------------------------------------- | ------------------------ | ----- |
| 1.  | All for One                                                                       | One for All              | 4:56  |
| 2.  | Feels So Good                                                                     | One for All              | 5:05  |
| 3.  | Concerto in X Minor                                                               | One for All              | 3:58  |
| 4.  | Drop the Bomb                                                                     | One for All              | 5:01  |
| 5.  | Wake Up (Reprise in the Sunshine)                                                 | One for All              | 5:22  |
| 6.  | Slow Down                                                                         | One for All              | 5:03  |
| 7.  | Brand Nubian                                                                      | One for All              | 4:39  |
| 8.  | Slow Down (Pete Rock's Newromix Mix) (Remix de Pete Rock)                         | Single                   | 5:20  |
| 9.  | 360º (What Goes Around) (Interprété par Grand Puba)                               | Reel to Reel             | 4:01  |
| 10. | Mind Your Business (Interprété par Grand Puba)                                    | Single                   | 3:02  |
| 11. | Allah U Akbar                                                                     | In God We Trust          | 4:49  |
| 12. | Love Me or Leave Me Alone                                                         | In God We Trust          | 4:35  |
| 13. | Punks Jump Up to Get Beat Down                                                    | In God We Trust          | 4:31  |
| 14. | Hold On                                                                           | Everything is Everything | 4:16  |
| 15. | Punks Jump Up to Get Beat Down (Remix) (featuring Diamond D – Remix de Diamond D) | Single                   | 3:52  |
| 16. | Don't Let It Go to Your Head                                                      | Foundation               | 4:05  |